# 囊果草
囊果草（学名：Leontice incerta）为小檗科囊果草属下的一个种。